# 马提尼克议会
马提尼克议会（法語：Assemblée de Martinique）是法国单一领土集体马提尼克的立法机关。马提尼克议会实行一院制，由51名议员组成。
马提尼克议会是在马提尼克的政治地位由“海外大区”和“海外省”改制为“单一领土集体”后创设的。2016年1月1日，第一届马提尼克议会正式成立，取代此前的马提尼克大区委员会和马提尼克总委员会，作为马提尼克新的立法机关。